# Kanton Montmartin-sur-Mer
Montmartin-sur-Mer is een voormalig kanton van het Franse departement Manche. Het kanton maakte deel uit van het arrondissement Coutances.

## Geschiedenis
Het kantop werd op 22 maart 2015 opgeheven de gemeenten Montchaton, Orval en Regnéville-sur-Mer werden opgenomen in het kanton Coutances en de overige gemeenten werden onderdeel van het op die dag gevormde kanton Quettreville-sur-Sienne.

## Gemeenten
Het kanton Montmartin-sur-Mer omvatte de volgende gemeenten:
- Annoville
- Contrières
- Hauteville-sur-Mer
- Hérenguerville
- Hyenville
- Lingreville
- Montchaton
- Montmartin-sur-Mer (hoofdplaats)
- Orval
- Quettreville-sur-Sienne
- Regnéville-sur-Mer
- Trelly